# Calycella ochracea
Calycella ochracea är en svampart som beskrevs av Boud. 1907. Calycella ochracea ingår i släktet Calycella och familjen Helotiaceae.   Inga underarter finns listade i Catalogue of Life.